# Гремячий (Нижегородская область)
Гремячий — посёлок в Бутурлинском районе Нижегородской области. Входит в состав Большебакалдского сельсовета.

## История
В 1961 году указом Президиума Верховного Совета РСФСР посёлок Производитель переименован в Гремячий.

## Население
| 2002 | 2010 |
| ---- | ---- |
| 22   | ↘12  |